# Sobao
El sobao o sobao pasiego es un producto de repostería típico de la comarca de los Valles Pasiegos (Cantabria, España). Su popularidad ha hecho que sea unos de los productos más reconocidos y comercializados de la gastronomía de Cantabria.

## Historia
Se ignora el origen histórico de este bizcocho, aunque con toda probabilidad fue producto del uso espontáneo de las materias primas comunes en el entorno rural cántabro: mantequilla y harina. La adición de azúcar no parece probable que fuese anterior al siglo XIX, dado el carácter escaso y lujoso de esa sustancia en fechas anteriores. Quizá se usaba miel como edulcorante, o sencillamente no se endulzaba la masa. En la receta primitiva que refiere el cantabrista Adriano García-Lomas, el sobao se elaboraba con masa de pan, azúcar blanco y mantequilla, a lo que se podía añadir huevos, cáscara rallada de limón, y anís o ron. 
En el sobao moderno, en vez de masa de pan se usa la harina de trigo sin adición de agua. El origen de esta variante, para el hijo de Eusebia Hernández Martín (cocinera del doctor Madrazo) debe ser atribuido a su propia madre en 1896, según refiere en una carta que publica García-Lomas.

## Preparación
Su receta consta de un kilo de azúcar, otro de mantequilla, 900 gramos de harina, 12 huevos, una pizca de sal, limón rallado, una cucharada de ron o anís y un poco de levadura en polvo. Se mezclan el azúcar y la mantequilla, se añade la sal y el limón, y se continúa amasando. Seguidamente se incorporan los huevos poco a poco, junto con una cucharada de licor. A continuación se añaden la harina y la levadura. Una vez esté lista la masa, se deposita en moldes de papel y se introduce en el horno, procurando una cocción equilibrada en toda la superficie.

## Identificación Geográfica Protegida (I.G.P.)
El sobao pasiego posee Indicación Geográfica Protegida desde 2004.
Esta Indicación Geográfica Protegida especifica la zona de elaboración y envasado de los sobaos amparados por la Indicación Geográfica Protegida «Sobao Pasiego».
Dicha zona se encuentra centrada en la denominada comarca del Pas, que abarca la zona delimitada por los ríos Pas y Pisueña y el área de influencia de dichos ríos.
Estos territorios se encuentran situados en la zona centro de la comunidad autónoma de Cantabria y están constituidos por los siguientes términos municipales: Anievas, Arenas de
Iguña, Astillero (El), Bárcena de Pie de Concha, Camargo,Cartes, Castañeda, Cieza, Corrales de Buelna (Los), Corvera de Toranzo, Entrambasaguas, Liérganes, Luena, Marina de Cudeyo, Medio Cudeyo, Miengo, Miera, Molledo, Penagos, Piélagos, Polanco, Puente Viesgo, Reocín, Ribamontán al Mar, Ribamontan al Monte, Riotuerto, San Felices de Buelna, San Pedro del Romeral, San Roque de Riomiera, Santa Cruz de Bezana, Santa María de Cayón, Santander, Santillana del Mar, Santiurde de Toranzo, Saro, Selaya, Suances, Torrelavega, Vega de Pas, Villacarriedo, Villaescusa y Villafufre.
A partir de 2021 se homenajea este producto dedicándole la fecha del 3 de mayo bajo la denominación Día del Sobao.